# توماس بي كيلي
توماس بي كيلي هو مؤرخ كندي، ولد في 6 أبريل 1905 في Hastings, Ontario ‏ في كندا، وتوفي في 14 فبراير 1982 في تورونتو في كندا.